# 埃及博物馆 (米兰)
埃及博物馆（Museo Egizio）是意大利米兰的一家博物馆，设于当地最有名的古迹之一斯福尔扎城堡。这里设有好几个博物馆，包括米兰考古博物馆埃及部分、古代艺术博物馆、斯福尔扎城堡画廊和乐器博物馆。
埃及博物馆位于公爵庭院的地下,分为七个不同的部分：
- 关于古代埃及人的写作
- 关于法老
- 关于神与文化
- 关于埃及人的日常生活
- 阿希尔·沃格里亚诺进行的挖掘
- 木乃伊、石棺和葬礼面具

“木乃伊，石棺和葬礼面具”部分中展示了希腊罗马时期，底比斯和古埃及石棺中的木乃伊，而纸莎草纸本《死者之书》则在“葬礼崇拜”部分中展示。

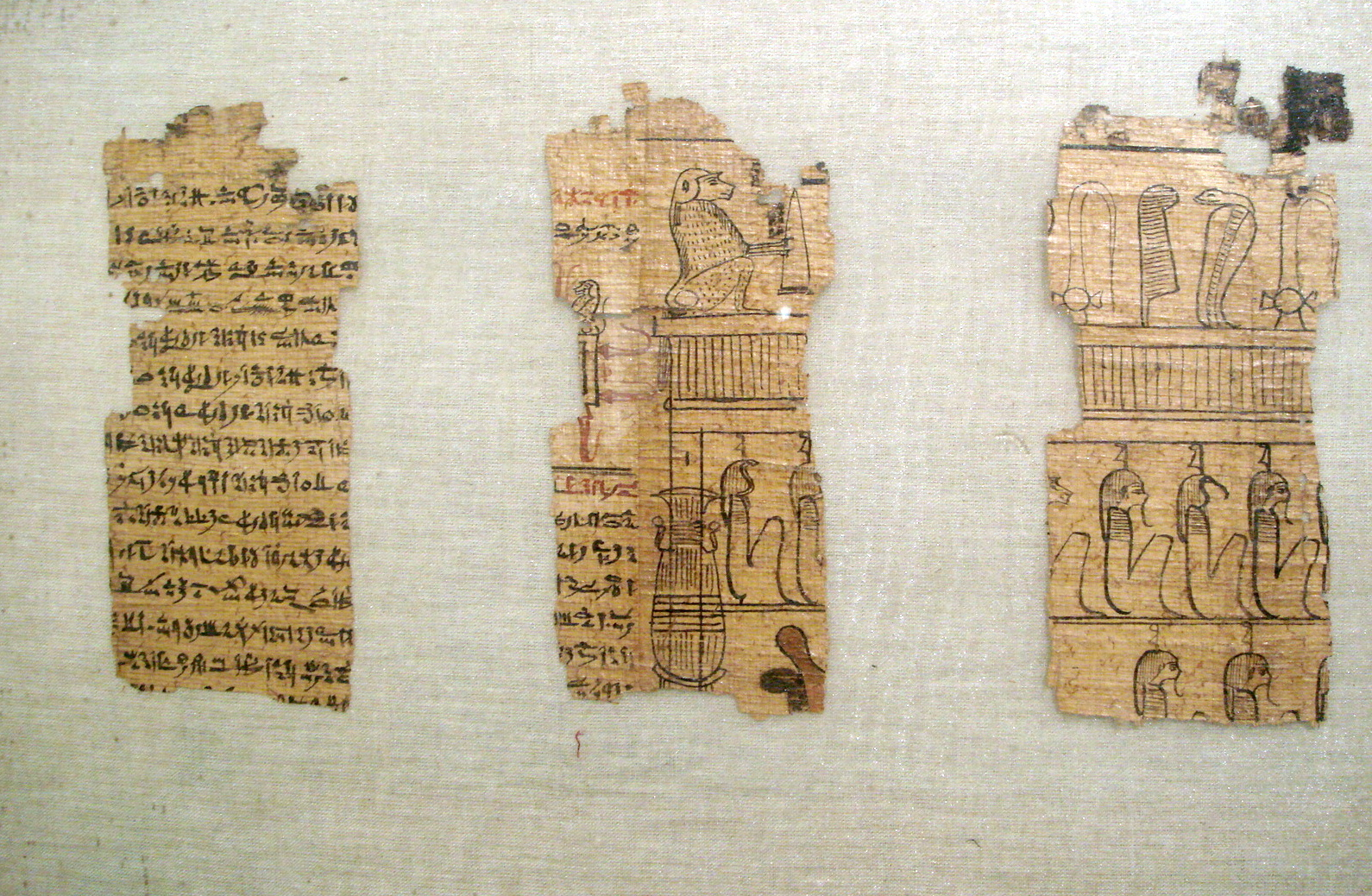
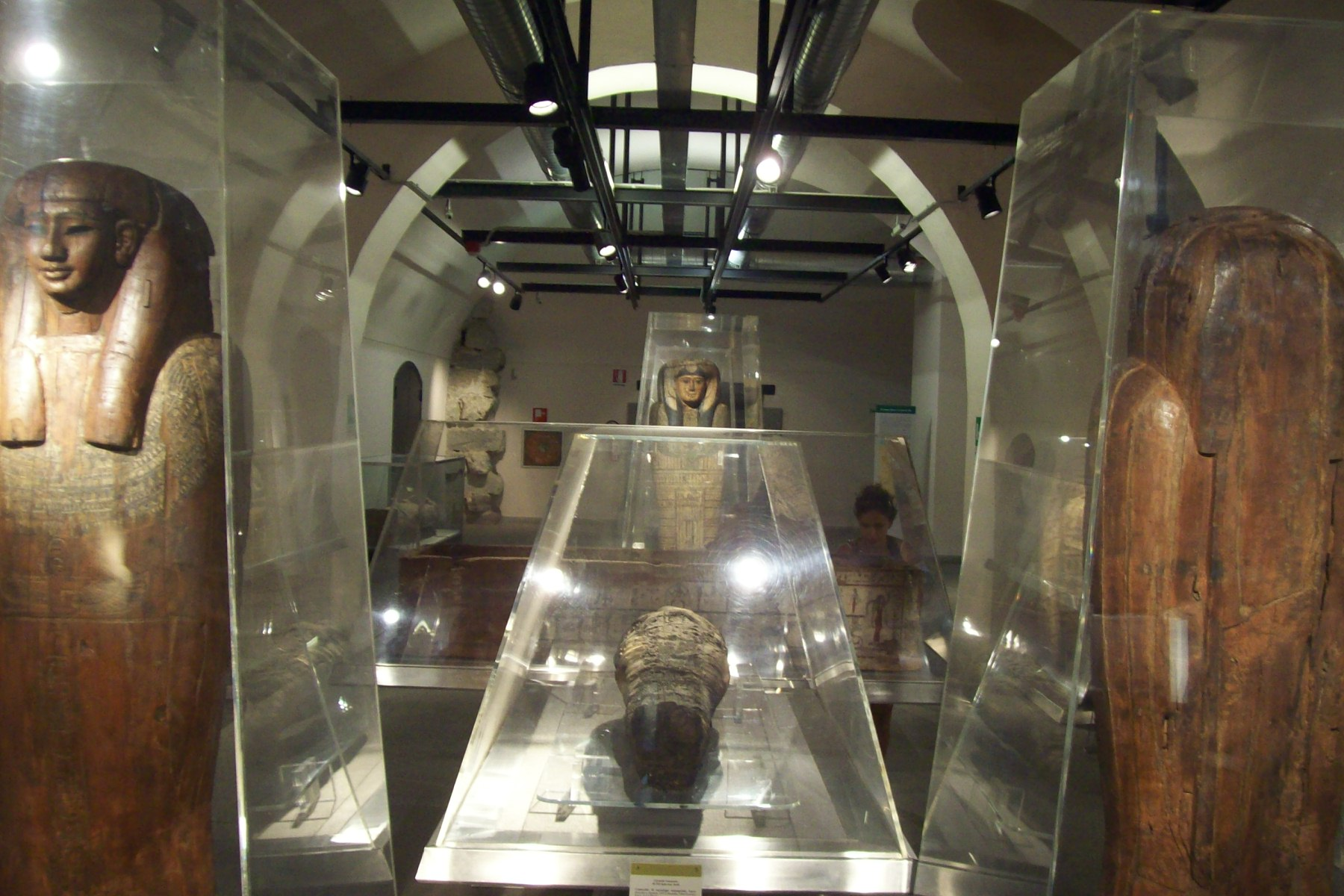
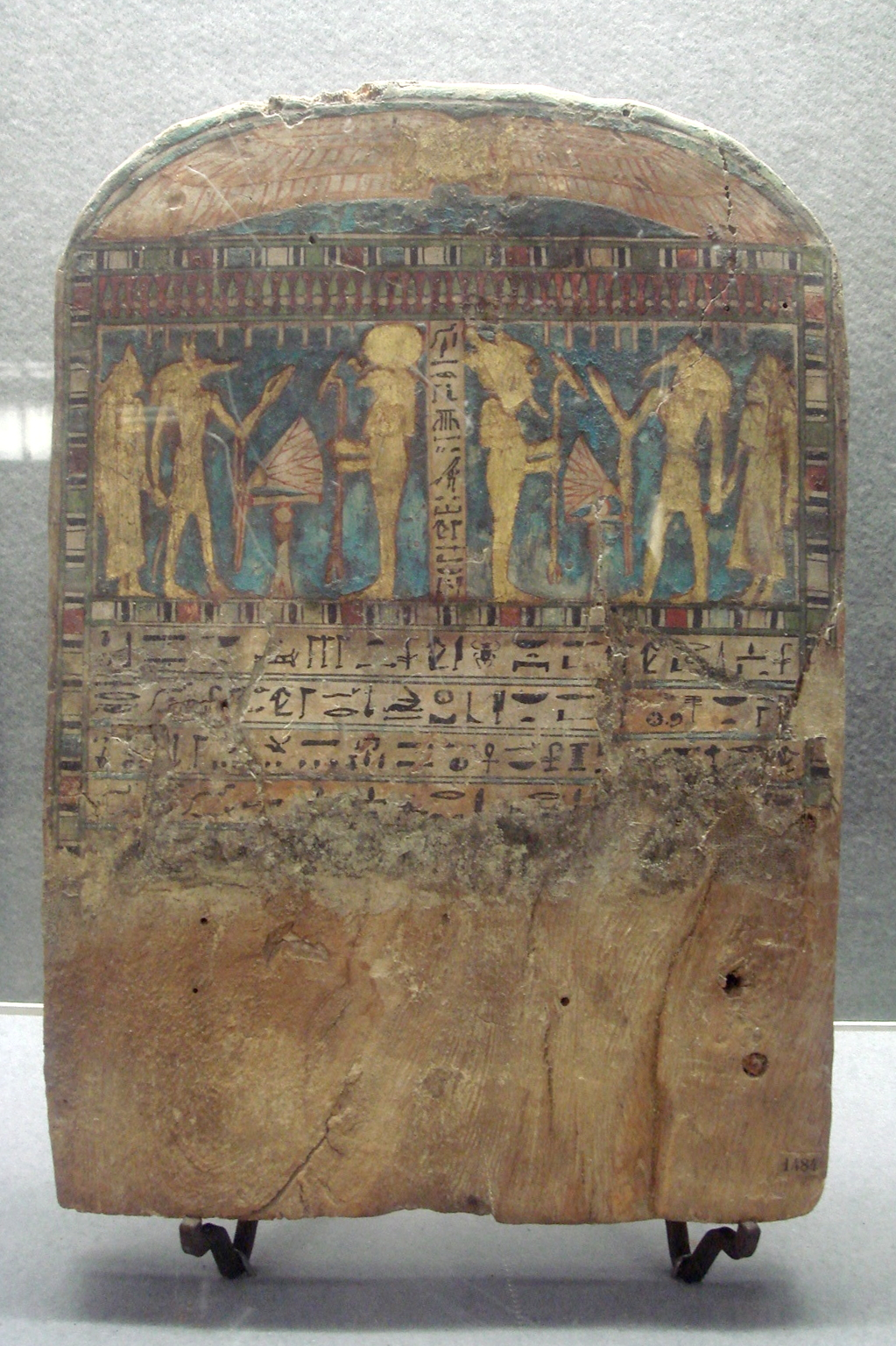
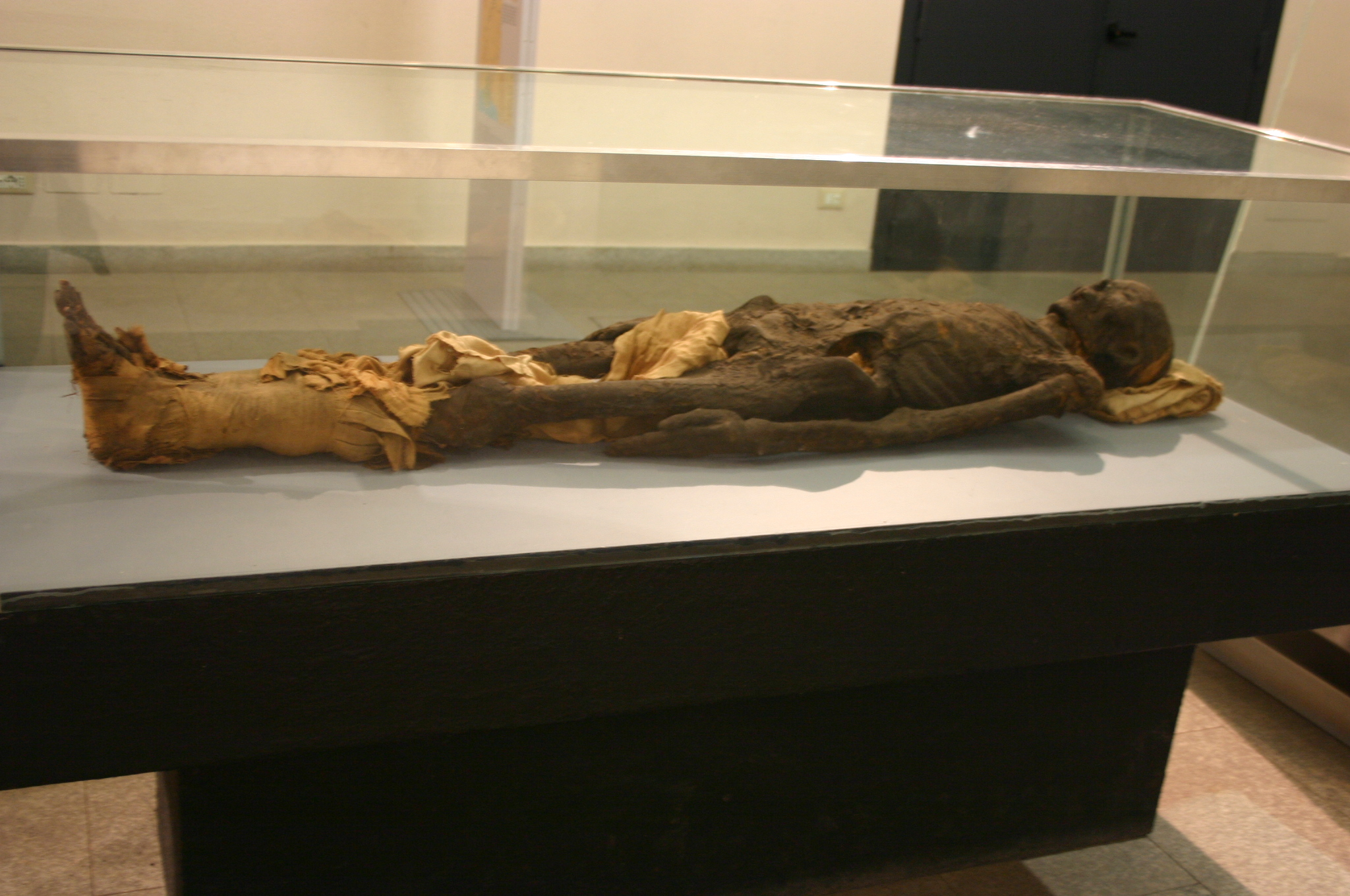
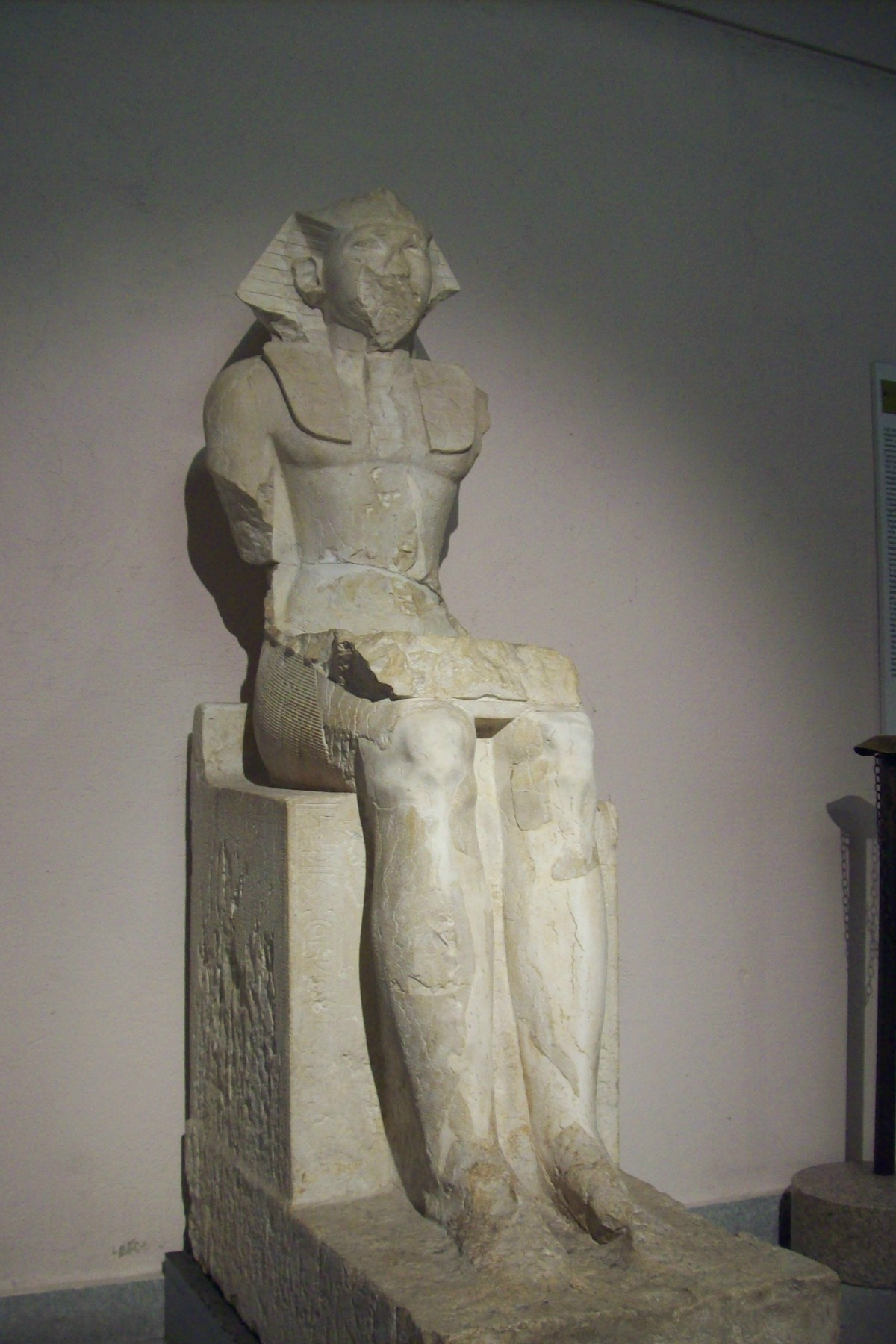
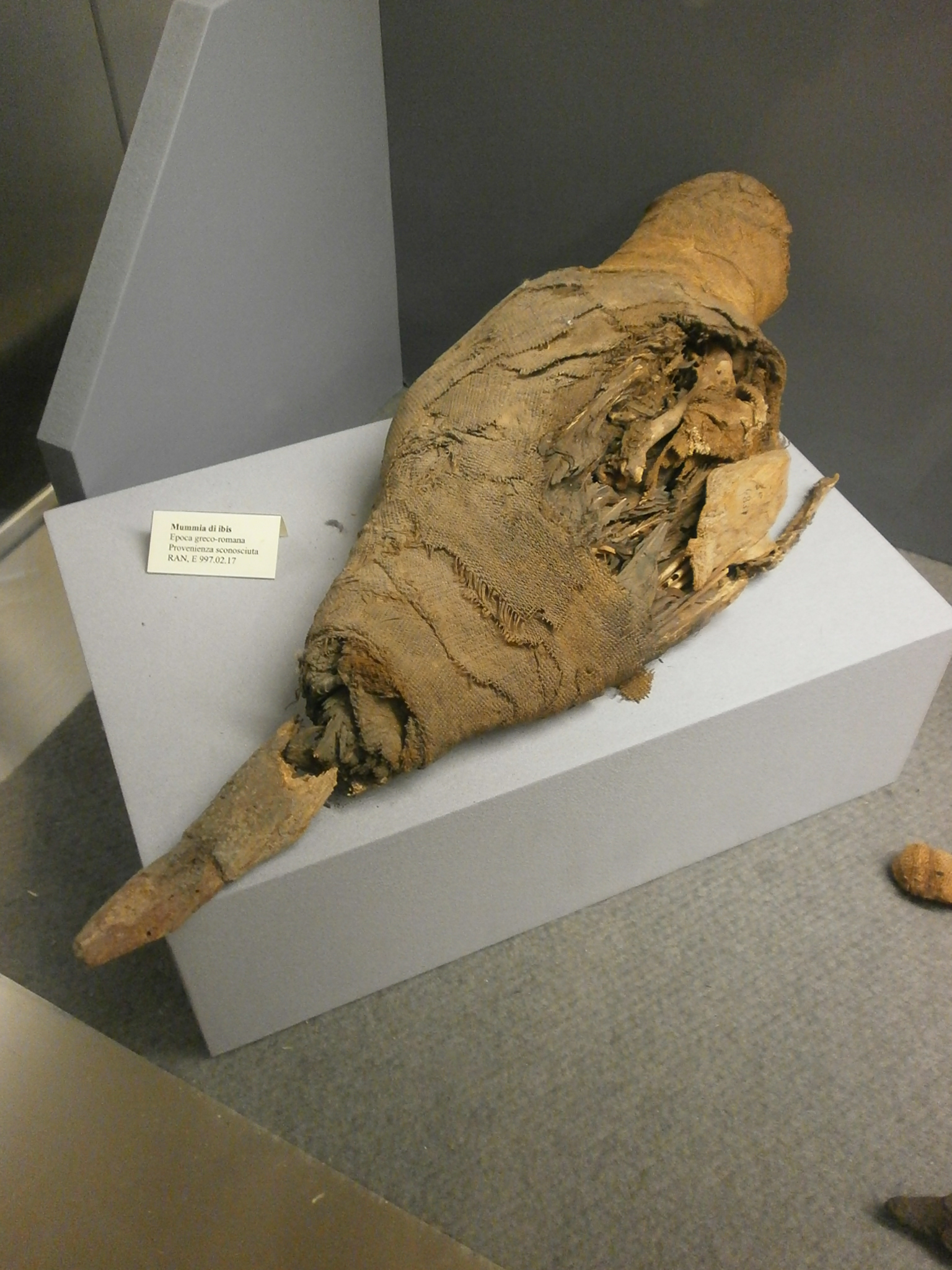